# Abadio Green
Abadio Green Stocel (Urabá, Antioquia, 1958), de nombre indígena Manibinigdiginya, es un líder, teólogo, educador y etnolingüista del pueblo gunadule de nacionalidad panameña y colombiana.

## Trayectoria
Estudió Filosofía y Teología en la Universidad Pontificia Bolivariana. Realizó una maestría estudió becado una maestría en Etnolingüística en la Universidad de los Andes en Bogotá. En 2011 obtuvo su título de doctor en educación con un énfasis en estudios interculturales en la Universidad de Antioquia. Con el apoyo institucional de esta universidad, a partir del año 2010 empezó a desarrollar y dirigir el programa educativo de la Madre Tierra, o «Pedagogía de la Madre Tierra».
De 1993 a 1998 fue presidente de la Organización Nacional Indígena de Colombia (ONIC) y presidente de la Asociación de Cabildos indígenas y de Autoridades Tradicionales de Antioquia en 1993 y de 2000 a 2004. Desde el 2 de diciembre de 2022 es asesor del Ministerio de Educación para asuntos étnicos.

## Reconocimientos
Es miembro de Ashoka desde 1998. En 2014 fue reconocido como uno de los 30 mejores líderes de Colombia 2014 por la revista Semana y la Fundación Liderazgo y Democracia.